# معد كرب يعفر
معد كرب يعفر الحميري: ملك سبأ وذي ريدان وحضرموت ويمنت وأعرابهم في الطود وتهامة. حتى الآن لم يتم العثور على أي دليل أثري للملك معد كرب يعفر في اليمن، يدعم أصوله أو فترة حكمه؛ سوى نقشين في وسط الجزيرة العربية مؤرخة في منتصف سنة 521م (النقشان: Ry 510 وJa 2484).
وفي عهده قام المنذر ملك الحيرة بإرسال حملات عسكرية سنة 521م ضد القبائل العربية في وسط الجزيرة العربية في محاولة لاستعادة نفوذهم على تلك المنطقة. إلا أن هذه القبائل طلبت المساعدة من الملك معدي كرب. وتأكد هذه الحملة السيطرة السبئية على وسط الجزيرة العربية التي أخضعها أسلاف الملك معدي كرب، وتثبت العلاقة الطيبة بين القبائل العربية في قلب الجزيرة العربية وملوك سبأ من الحميريين. وتوضح أهمية وسط الجزيرة العربية التي جعلت من الممالك العربية آنذاك تتصارع على مد النفوذ عليها، لأنها كانت ممراً رئيساً لطرق التجارة.
تذكر المصادر السريانية أن الملك معدي كرب الحميري حصل على مبلغ اثني عشر ألف دينار من سيدة مسيحية من تجار نجران تدعى (رهوم بنت أزمع) على شكل قرض أخذه لمواجهة الضائقة المالية التي كان يواجهها، وذلك قبل ذو نواس.

## نقش مأسل الثاني
أتى في نقش (Maʾsal 2): « معد كرب يعفر  ملك سبأ وذي ريدان وحضرموت ويمنت وأعرابهم في الطود وتهامة، أمر ودون هذا المسند بمأسل الجمح، علامة على حملة قام بها الملك إلى (عرق كتأ) أو (عراق كوتى)، نجدة للعرب الثائرين، بسبب غارة المنذر عليهم. وأشترك معه في هذي الغزوة: سبأ، حمير، الرحبة، حضرموت، يحان، وأعرابهم: كندة، مذحج، بني ثعلبة، مضر، وسبع. وذلك في شهر ذو القياظ سنة 631 (أي يونيو 521م)».